# Rotaria laticeps
Rotaria laticeps är en hjuldjursart som beskrevs av Wulfert 1942. Rotaria laticeps ingår i släktet Rotaria och familjen Philodinidae. Inga underarter finns listade i Catalogue of Life.